# 空も飛べるはず〜白線流しオリジナル・サウンドトラック〜
『空も飛べるはず〜白線流しオリジナル・サウンドトラック〜』（そらもとべるはず はくせんながしオリジナル・サウンドトラック）は、フジテレビ系ドラマ「白線流し」のオリジナルサウンドトラックである。1996年1月25日、ポリドールよりリリースされた。

## 解説
全曲 作曲・編曲:岩代太郎（6曲目 作曲:草野正宗、10曲目 作詞・作曲:草野正宗 編曲:土方隆行&スピッツ）。
岩代太郎とドラマのプロデューサー本間欧彦の解説が掲載されている。

## 収録曲
1. MY OWN LIFE
2. ANGEL'S SONG
3. BEYOND THE LIGHT
4. A TIME IN A SEASON PASSED
5. SONATIME
6. 空も飛べるはず (INSTRUMENTAL VERSION)
スピッツによる主題歌を、岩代太郎がリアレンジしたインスト・ヴァージョン。
7. MY OWN LOVE
8. THE GRACES
9. SONATIME AND HER
10. 空も飛べるはず / 歌:スピッツ
ヴォーカル入りの楽曲で、スピッツが1994年にリリースしたアルバム『空の飛び方』から収録。シングルとはヴァージョンが違い、ドラマで使用されたのはそのアルバム・ヴァージョンである。